# Que viva Guevara
Ne doit pas être confondu avec Viva Zapata !.
Que viva Guevara est le 18e roman de la série SAS, écrit par Gérard de Villiers et publié en 1970 dans la collection Plon (Presses de la Cité). Comme tous les SAS parus au cours des années 1970, le roman a été édité lors de sa publication en France à 100 000 exemplaires.
L'action se déroule en décembre 1970 à Caracas au Venezuela. Malko Linge est chargé par la CIA d'infiltrer une cellule communiste dont on craint qu'elle ne commette prochainement des attentats.

## Personnages principaux

### Les Américains et leurs alliés
- Malko Linge : agent secret de la CIA, héros du roman.
- Ralph Pleurfoy (chef de poste de la CIA à Caracas).
- Milton Brabeck : agent spécial de la CIA (intervient à la fin du roman).
- Chris Jones : agent spécial de la CIA (intervient à la fin du roman).

### Les Vénézuéliens castristes
- Esperanza Corozo-Calvino : jeune femme de 25 ans, idéaliste.
- Arturo « Tacones » Mendoza
- Jose Angel
- Jorge Molena (« El Cura »)
- Ramos
- Mercedes Vega
- Paco  : chef du Parti communiste du Venezuela.

### Autres personnages
- Fernando « Pepe » Gutierrez : mafieux et truand anti-castriste.
- Divina : entraîneuse et prostituée, dont Gutierrez est le souteneur.
- Orlando Leal Gomez : général de l'armée vénézuélienne.
- Knut et Birgit : couple de Scandinaves.

## Résumé

### Débuts du roman
En Amérique du Sud, la « révolution castriste » est à peu près contenue, sauf peut-être au Venezuela. Malko est envoyé dans ce pays sous la couverture d'un Tchèque ayant transité par Cuba. L'objectif qui lui a été assigné est d'infiltrer un groupe communiste castriste et de rendre compte. Ceci est facilité par le fait qu'il parle couramment espagnol. Après s'être rendu d'Autriche à la Barbade (où il a une liaison sexuelle avec une dénommée Birgit), Malko se rend donc au Venezuela sur un bateau immatriculé à Cuba qui, pris par une tempête, avait fait naufrage. Il se rend à Caracas à l'adresse indiquée par la CIA. Sous la fausse identité de Janos Plana, il tente de se faire passer pour un communiste sincère. Les membres de la cellule castriste sont dirigés par une jeune femme idéaliste, Esperanza, fille d'un sénateur et homme d'affaires. Ils mettent Malko à l'épreuve : pour prouver ses sympathies révolutionnaires, il doit exécuter au revolver le général Orlando Leal Gomez, faute de quoi il sera lui-même exécuté. Malko ne sait comment se tirer de ce guêpier. Le soir de Noël, avec ses nouveaux camarades, il suit en filature le général. Lorsque Gomez sort du bar dans lequel il s'était rendu, il tue froidement deux jeunes enfants qui mendient et qui ont fait des graffitis sur sa voiture. Face à ce comportement dégoûtant, Malko n'a aucun problème de conscience pour assassiner le général Gomez (chapitres 1 à 4). 

### Découverte d'un projet secret
Ayant passé cette épreuve avec succès, il est admis dans le groupe. Esperanza ne tarde pas à tomber amoureuse de lui. Malko et elle vivent une relation sentimentale. Ses nouveaux camarades l'appellent El Dorado (« celui qui est d'or ») en raison de ses yeux dorés. Quelque temps après, il apprend par Esperanza l'existence d'un projet audacieux qui doit être réalisé prochainement : assassiner le vice-président des États-Unis lors de sa visite officielle dans le pays dans dix jours (chapitres 5 à 7). 

### Les intentions du groupe face à la politique du PC vénézuélien
Mais le groupe de militants agrégé autour d'Esperanza gêne Paco, le chef du PC vénézuélien. Jusqu'à présent situé dans l'illégalité, le parti pourrait être autorisé à participer aux élections : la lutte armée, le terrorisme et l'agitation politique lui deviennent interdits s'il veut gagner en respectabilité. Paco a confié une mission à Mercedes Vega : liquider la bande d'Esperanza par le truchement du parrain mafieux Fernando « Pepe » Gutierrez. C'est ainsi qu'Esperanza est enlevée par la bande de Gutierrez. Déterminé à en apprendre plus sur le projet d'attentat et apprenant la disparition inquiétante de la jeune femme, Malko fait appel à Divina, une entraîneuse et prostituée qui connaît l'adresse de Pepe Gutierrez. Puis il contacte Mercedes Vega afin qu'elle avertisse les autres membres du groupe de ses recherches en direction de Gutierrez. Dès son arrivée à proximité de la résidence du mafieux, Malko est fait prisonnier. Comme Esperanza quelques heures plus tôt, Malko est torturé : il est placé dans une petite pièce (le « frigidaire ») dans laquelle une puissante source de chaleur le brûle comme dans un four. Après cette séance et un petit rétablissement, Malko et Esperanza sont ensemble de nouveau remis dans le four. Tombés quasiment dans un quasi-coma, ils sont libérés par un coup de main audacieux de Tacones Mendoza, Jose Angel et El Cura. Le statut de Malko de « véritable communiste » en sort renforcé. Il y a alors une crise dans le groupe : Malko affirme que peu avant s'être rendu chez Gutierrez, il avait contacté Mercedes, du parti communiste vénézuélien, pour lui demander d'avertir les autres membres du groupe. Or il apparaît que Mercedes n'en a rien fait ! Mais Mercedes nie énergiquement avoir reçu le moindre appel téléphonique. Malko comprend alors pourquoi il a été si facilement cueilli par les hommes de main de Gutierrez : il a été dénoncé par Mercedes. Les membres du groupe savent que l'un des deux ment : faut-il éliminer Malko ou Mercedes ? Malko se souvient que Divina, une prostituée amie du groupe, avait été témoin de son appel téléphonique à Mercedes. Interrogée, Divina corrobore les affirmations de Malko. Mais les membres du groupe doutent encore. Malko assène alors une seconde preuve : lorsqu'il avait téléphoné à Mercedes, il avait entendu la musique de Dostoïevsky jouée sur un tourne-disque. Deux des membres du groupe se rendent chez Mercedes et y trouvent le disque supportant la musique indiquée par Malko. Malgré les dénégations de Mercedes, les membres du groupe sont désormais persuadés de sa culpabilité. Mercedes est assassinée par des coups de couteau (chapitres 8 à 14).
Quatre jours après, Esperanza emmène Malko en boîte de nuit afin qu'il fasse la connaissance de son père. Or le père de la jeune femme a amené avec lui Knut et Birgit. Et Birgit n'est autre que la femme avec laquelle Malko avait eu une liaison sexuelle à la Barbade. Il craint que la jeune femme ne fasse un faux pas et ne révèle la coucherie, d'autant plus qu'Esperanza se montre particulièrement jalouse. Toute la soirée et une partie de la nuit, il fait en sorte d'éluder ce qu'il s'était passé entre eux. Finalement, Birgit va passer la nuit avec Jose Angel. Au petit matin, Jose et elle discutent de la soirée : Birgit lui révèle qu'elle a couché avec Malko à la Barbade et qu'il n'avait pas l'air d'être un militant communiste. Jose suppose à juste titre que Malko est un agent double (chapitre 15).

### Dénouement et fin du roman
Le vice-président des États-Unis arrive le lendemain. Que faire ? Pleurfoy et Malko décident d'intercepter le groupe d'Esperanza. Seule cette dernière est capturée : les autres sont introuvables. Mise au secret, elle est interrogée mais refuse de répondre. Pleurfoy la fait torturer. Épuisée, elle avoue que le tueur se trouve dans un building de Caracas dont elle donne les coordonnées. Pleurfoy, Malko, Chris Jones et Milton Brabeck (arrivés le jour même des États-Unis) et les policiers se ruent et montent dans un building situé en face de celui indiqué par Esperanza. Avec des jumelles, ils examinent chaque fenêtre de chaque étage. La voiture du vice-président arrive le long de l'avenue. Une fenêtre est ouverte et un fusil en sort. Pleurfoy donne l'ordre de tir : le snipper est abattu. Tout semble bien se terminer. Toutefois Malko remarque qu'Esperanza ne semble pas perturbée par la mort du snipper et qu'au contraire elle semble étrangement joyeuse. Regardant par la fenêtre, il voit que le vice-président est arrivé sur une estrade où les personnalités officielles l'accueillent. Une petite fille s'approche de lui avec un gros bouquet de fleurs. Esperanza fixe la petite fille. Malko se rend compte que le bouquet contient peut-être une bombe. Il s'empare d'un fusil à lunette des policiers et tire à proximité du vice-président, prenant garde à ne toucher personne. Les gardes du corps évacuent immédiatement le vice-président, juste avant que la bombe placée dans le bouquet de la fillette n'explose. Si le vice-président n'est pas touché, en revanche la fillette a été déchiquetée et plusieurs personnes situées aux alentours sont mortes ou blessées. Voyant que le projet d'attentat a échoué, Esperanza se suicide en se jetant dans le vide (chapitres 16 à 20).
Dans le dernier chapitre du roman, Malko pourchasse les autres membres du groupe castriste et les neutralise (chapitre 21).

## Autour du roman
- L'auteur écrit notamment : « Dire que les médecins lui avaient bien recommandé de ne jamais faire d'efforts violents à la suite de ses blessures reçues à Hong Kong ! »[2], faisant référence au roman Les Trois Veuves de Hong-Kong (1968) où Malko, en fin du roman, avait reçu quatre balles dans la poitrine.
- L'auteur précise que la dernière fois où Malko avait tué un homme, c'était dans le roman Samba pour SAS (1966)[3].
- L'auteur rappelle, au moment où Malko est placé dans une petite pièce (le « frigidaire ») dans laquelle une puissante source de chaleur le brûle comme dans un four, que l'agent secret avait déjà subi un supplice de ce genre dans le roman SAS aux Caraïbes (1967), où il avait été placé dans une « chambre à vapeur »[4].